# Futurity Trophy
Groupe 1
Le Futurity Trophy est une course hippique de plat se déroulant au mois d'octobre sur l'hippodrome de Doncaster, à Doncaster en Angleterre.
C'est une course de groupe I réservée aux chevaux de 2 ans. Elle sert souvent de tremplins aux jeunes chevaux pour le Derby d'Epsom de l'année suivante. La première édition remonte à 1961, sous le nom de Timeform Gold Cup. À chaque changement de sponsor, la course change de nom, ce qui fait qu'elle a aussi été dénommée Observer Gold Cup de 1965 à 1975, puis Futurity Stakes (1976-1988), Racing Post Trophy (1989-2017) avant de porter son nom actuel. Il s'agit de la dernière course hippique de l'année de groupe I en Angleterre.
Elle se court sur environ 1 600 mètres, et l'allocation s'élève à 200 000 £.

## Palmarès depuis 1986
| Année | Vainqueur         | Pays        | Père              | Jockey               | Entraîneur         | Propriétaire                | Temps   |
| ----- | ----------------- | ----------- | ----------------- | -------------------- | ------------------ | --------------------------- | ------- |
| 2024  | Hotazhell         | Irlande     | Too Darn Hot      | Shane Foley          | Jessica Harrington | Silverton Hill Partnership  | 1'41"95 |
| 2023  | Ancient Wisdom    | Royaume-Uni | Dubawi            | William Buick        | Charlie Appleby    | Godolphin                   | 1'46"45 |
| 2022  | Auguste Rodin     | Irlande     | Deep Impact       | Ryan Moore           | Aidan O'Brien      | Coolmore                    | 1'44"76 |
| 2021  | Luxembourg        | Irlande     | Camelot           | Ryan Moore           | Aidan O'Brien      | Westerberg & Coolmore       | 1'43"61 |
| 2020  | Mac Swiney        | Irlande     | New Approach      | Kevin Manning        | Jim Bolger         | Jackie Bolger               | 1'41"98 |
| 2019  | Kameko            | Royaume-Uni | Kitten's Joy      | Oisin Murphy         | Andrew Balding     | Qatar Racing Ltd            | 1'36"26 |
| 2018  | Magna Grecia      | Irlande     | Invincible Spirit | Donnacha O'Brien     | Aidan O'Brien      | Coolmore & Flaxmann Stables | 1'37"72 |
| 2017  | Saxon Warrior     | Irlande     | Deep Impact       | Ryan Moore           | Aidan O'Brien      | Smith, Magnier & Tabor      | 1'40"12 |
| 2016  | Rivet             | Royaume-Uni | Fastnet Rock      | Andrea Atzeni        | William Haggas     | The Starship Partnership    | 1'37"08 |
| 2015  | Marcel            | Royaume-Uni | Lawman            | Andrea Atzeni        | Peter Chapple-Hyam | Paul Hancock                | 1'42"19 |
| 2014  | Elm Park          | Royaume-Uni | Phoenix Reach     | Andrea Atzeni        | Andrew Balding     | Qatar Racing Ltd            | 1'43"82 |
| 2013  | Kingston Hill     | Royaume-Uni | Mastercraftsman   | Andrea Azteni        | Roger Varian       | Paul D. Smith               | 1'44"83 |
| 2012  | Kingsbarns        | Irlande     | Galileo           | Joseph O'Brien       | Aidan O'Brien      | Smith, Magnier & Tabor      | 1'40"32 |
| 2011  | Camelot           | Irlande     | Montjeu           | Joseph O'Brien       | Aidan O'Brien      | Smith, Magnier & Tabor      | 1'38"58 |
| 2010  | Casamento         | Royaume-Uni | Shamardal         | Frankie Dettori      | Michael Halford    | Cheikh M.Al Maktoum         | 1'37"03 |
| 2009  | St Nicholas Abbey | Irlande     | Montjeu           | Johnny Murtagh       | Aidan O'Brien      | Smith, Magnier & Tabor      | 1'39"62 |
| 2008  | Crowded House     | Royaume-Uni | Rainbow Quest     | Jamie Spencer        | Brian Meehan       | Reddam / Burrell / Harvey   | 1'39"17 |
| 2007  | Ibn Khaldun       | Italie      | Dubaï Destination | Kerrin McEvoy        | Saeed Bin Suroor   | Godolphin                   | 1'37"62 |
| 2006  | Authorized        | Royaume-Uni | Montjeu           | Frankie Dettori      | Peter Chapple-Hyam | S. Al Homaizi & I. Al Sagar | 1'43"74 |
| 2005  | Palace Episode    | Royaume-Uni | Machiavellian     | Neil Callan          | Kevin Ryan         | Mrs T. Marnane              | 1'45"10 |
| 2004  | Motivator         | Royaume-Uni | Montjeu           | Kieren Fallon        | Michael Bell       | Royal Ascot Racing Club     | 1'41"62 |
| 2003  | American Post     | France      | Bering            | Christophe Soumillon | Christiane Head    | Khalid Abdullah             | 1'39"57 |
| 2002  | Brian Boru        | Irlande     | Sadler's Wells    | Kevin Darley         | Aidan O'Brien      | Sue Magnier                 | 1'46"01 |
| 2001  | High Chaparral    | Irlande     | Sadler's Wells    | Kevin Darley         | Aidan O'Brien      | Michael Tabor               | 1'45"39 |
| 2000  | Dilshaan          | Royaume-Uni | Darshaan          | Johnny Murtagh       | Sir Michael Stoute | Saeed Suhail                | 1'45"87 |
| 1999  | Aristotle         | Irlande     | Sadler's Wells    | George Duffield      | Aidan O'Brien      | Sue Magnier                 | 1'45"00 |
| 1998  | Commander Collins | Royaume-Uni | Sadler's Wells    | Jimmy Fortune        | Peter Chapple-Hyam | Robert Sangster             | 1'47"80 |
| 1997  | Saratoga Springs  | Irlande     | El Gran Señor     | Michael Kinane       | Aidan O'Brien      | Michael Tabor               | 1'40"36 |
| 1996  | Medaaly           | Royaume-Uni | Highest Honor     | Gary Hind            | Saeed Bin Suroor   | Godolphin                   | 1'41"12 |
| 1995  | Beauchamp King    | Royaume-Uni | Nishapour         | John A. Reid         | John Dunlop        | Erik Penser                 | 1'38"89 |
| 1994  | Celtic Swing      | Royaume-Uni | Damister          | Kevin Darley         | Lady Herries       | Peter Savill                | 1'40"04 |
| 1993  | King's Theatre    | Royaume-Uni | Sadler's Wells    | Willie Ryan          | Henry Cecil        | Michael Poland              | 1'41"04 |
| 1992  | Armiger           | Royaume-Uni | Rainbow Quest     | Pat Eddery           | Henry Cecil        | Khalid Abdullah             | 1'39"70 |
| 1991  | Seattle Rhyme     | Royaume-Uni | Seattle Dancer    | Cash Asmussen        | David Elsworth     | H. J. Senn                  | 1'39"58 |
| 1990  | Peter Davies      | Royaume-Uni | Bering            | Steve Cauthen        | Henry Cecil        | Charles St George           | 1'46"00 |
| 1989  | Be My Chief       | Royaume-Uni | Chief's Crown     | Steve Cauthen        | Henry Cecil        | Peter Burrell               | 1'42"99 |
| 1988  | Al Hareb          | Royaume-Uni | El Gran Señor     | Willie Carson        | Dick Hern          | Hamdan Al Maktoum           | 1'40"73 |
| 1987  | Emmson            | Royaume-Uni | Ela-Mana-Mou      | Willie Carson        | Dick Hern          | Sir Michael Sobell          | 1'42"66 |
| 1986  | Reference Point   | Royaume-Uni | Mill Reef         | Pat Eddery           | Henry Cecil        | Louis Freedman              | 1'45"03 |

## Précédents vainqueurs
- 1961 - Miralgo
- 1962 - Noblesse
- 1963 - Pushful
- 1964 - Hardicanute
- 1965 - Pretendre
- 1966 - Ribocco
- 1967 - Vaguely Noble
- 1968 - The Elk
- 1969 - Approval
- 1970 - Linden Tree
- 1971 - High Top
- 1972 - Noble Decree
- 1973 - Apalachee
- 1974 - Green Dancer
- 1975 - Take Your Place
- 1976 - Sporting Yankee
- 1977 - Dactylographer
- 1978 - Sandy Creek
- 1979 - Hello Gorgeous
- 1980 - Beldale Flutter
- 1981 - Count Pahlen
- 1982 - Dunbeath
- 1983 - Alphabatim
- 1984 - Lanfranco
- 1985 - Bakharoff